# Chloephaga
Genre
Le genre Chloephaga regroupe cinq espèces d'ouettes, oiseaux appartenant à la famille des Anatidae et à la sous-famille des Tadorninae.

## Liste des espèces
Selon la classification de référence du Congrès ornithologique international (version 15.1, 2025) :
- Chloephaga melanoptera (Eyton, 1838) – Ouette des Andes ;
- Chloephaga picta (Gmelin, JF, 1789) – Ouette de Magellan ;
- Chloephaga hybrida (Molina, 1782) – Ouette marine ;
- Chloephaga poliocephala Sclater, PL, 1857 – Ouette à tête grise ;
- Chloephaga rubidiceps Sclater, PL, 1861 – Ouette à tête rousse.

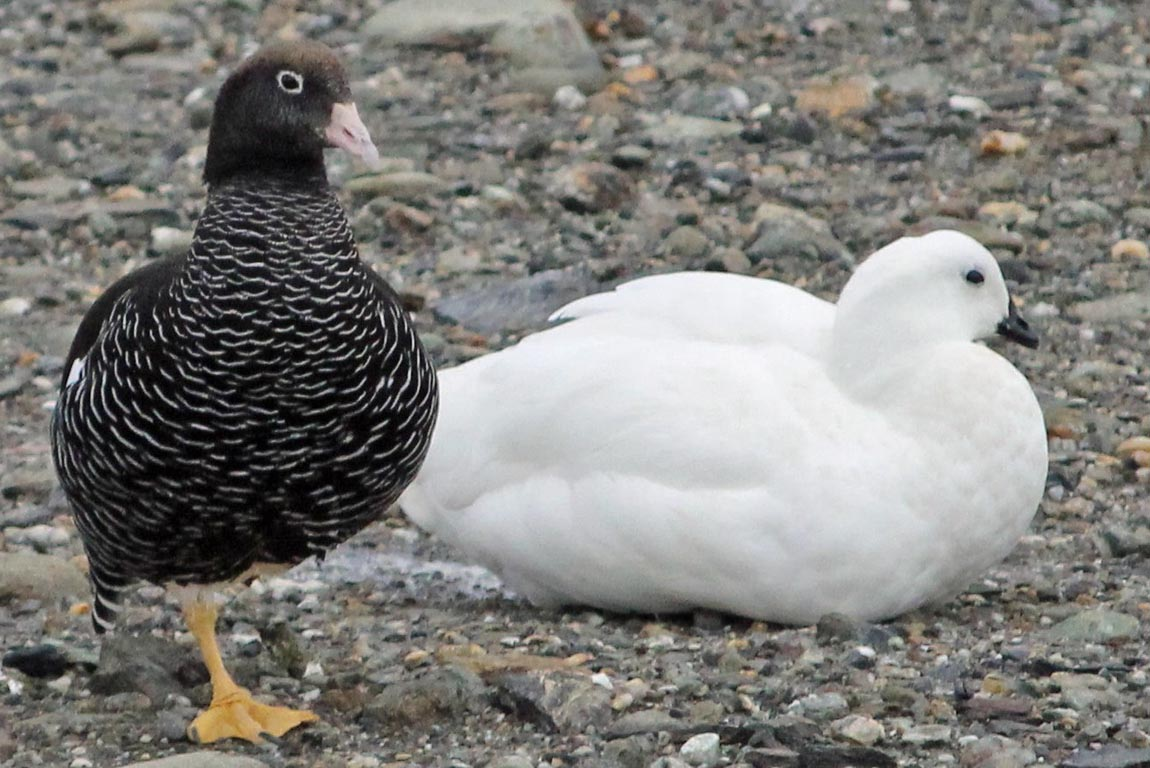
Chloephaga hybrida
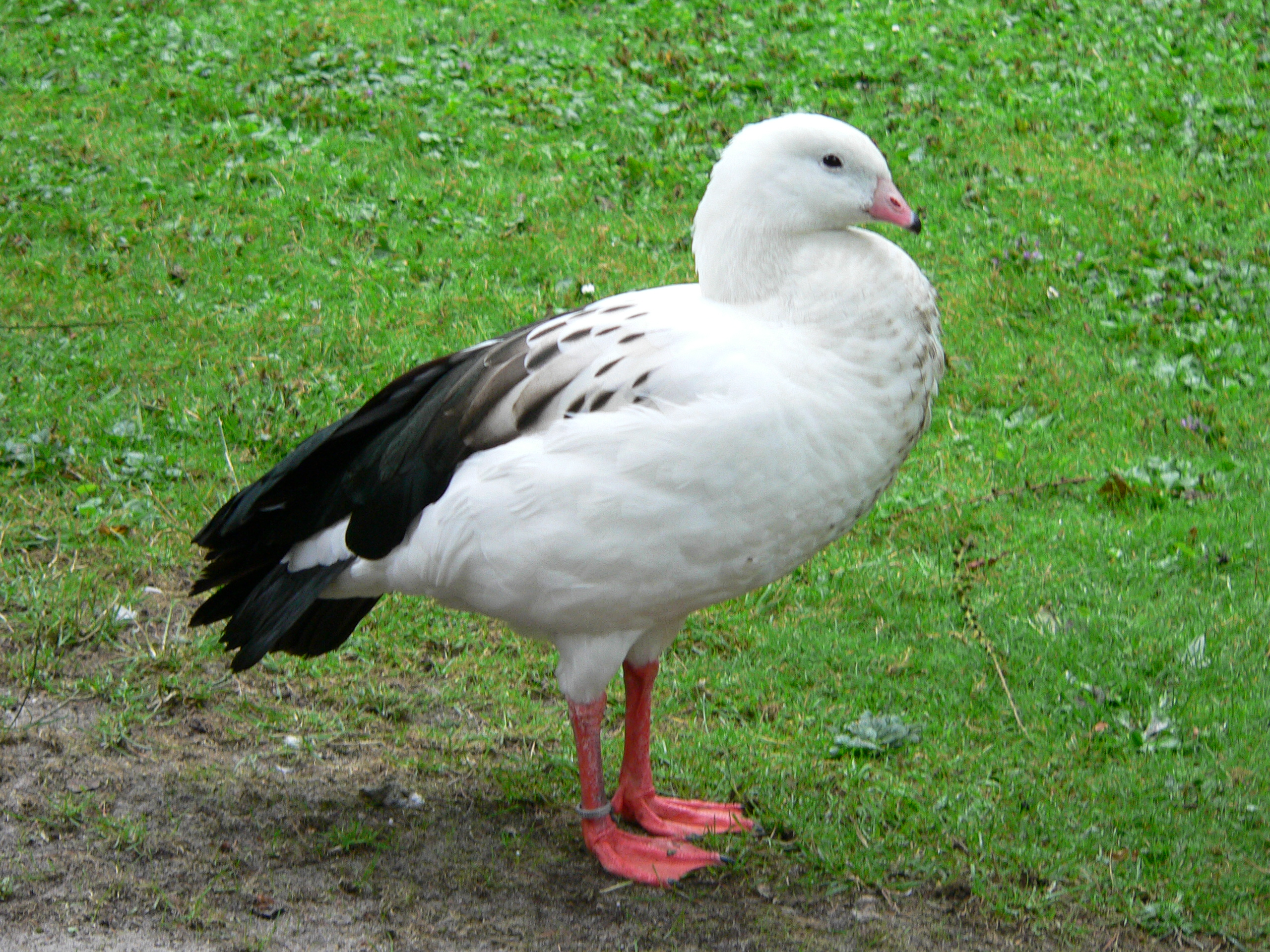
Chloephaga melanoptera
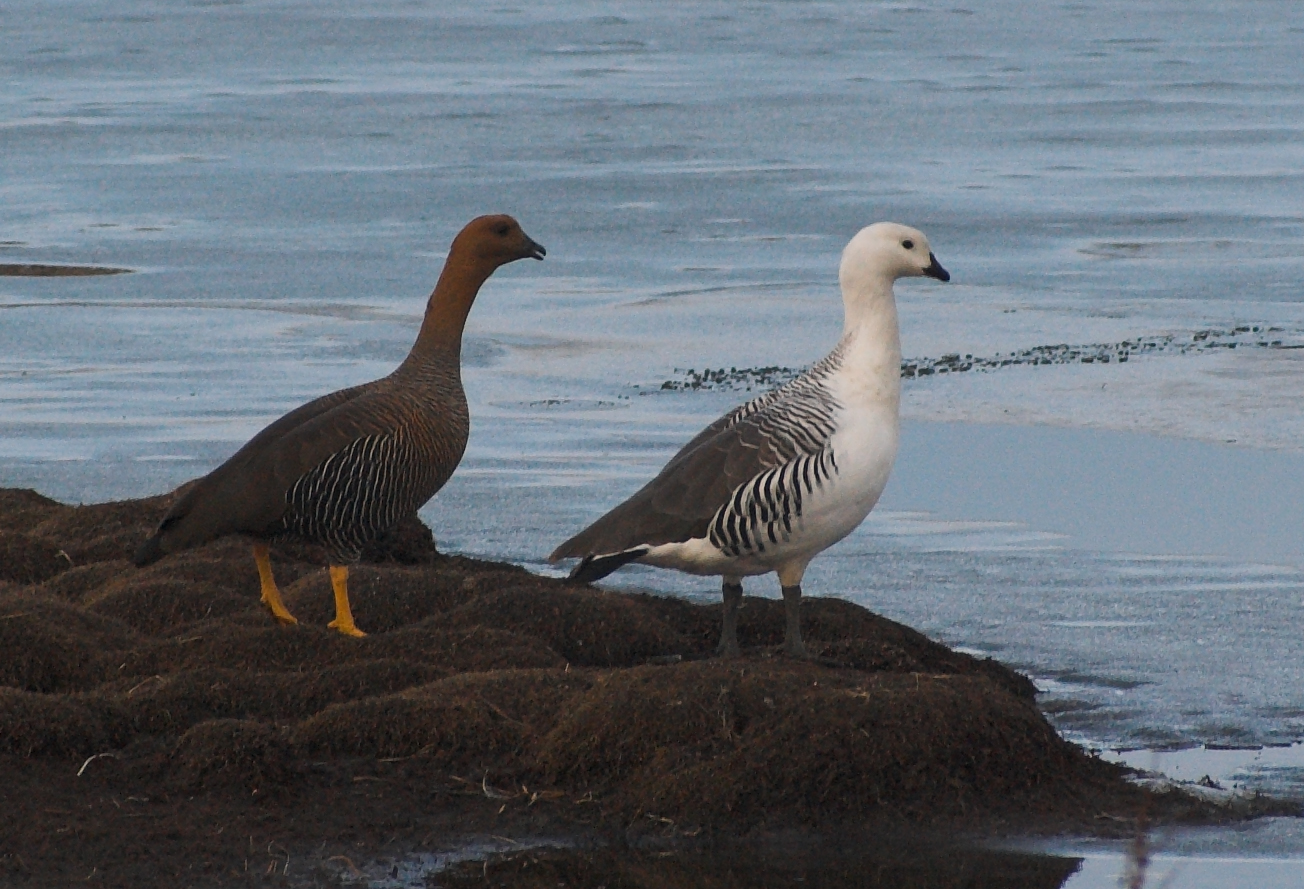
Chloephaga picta
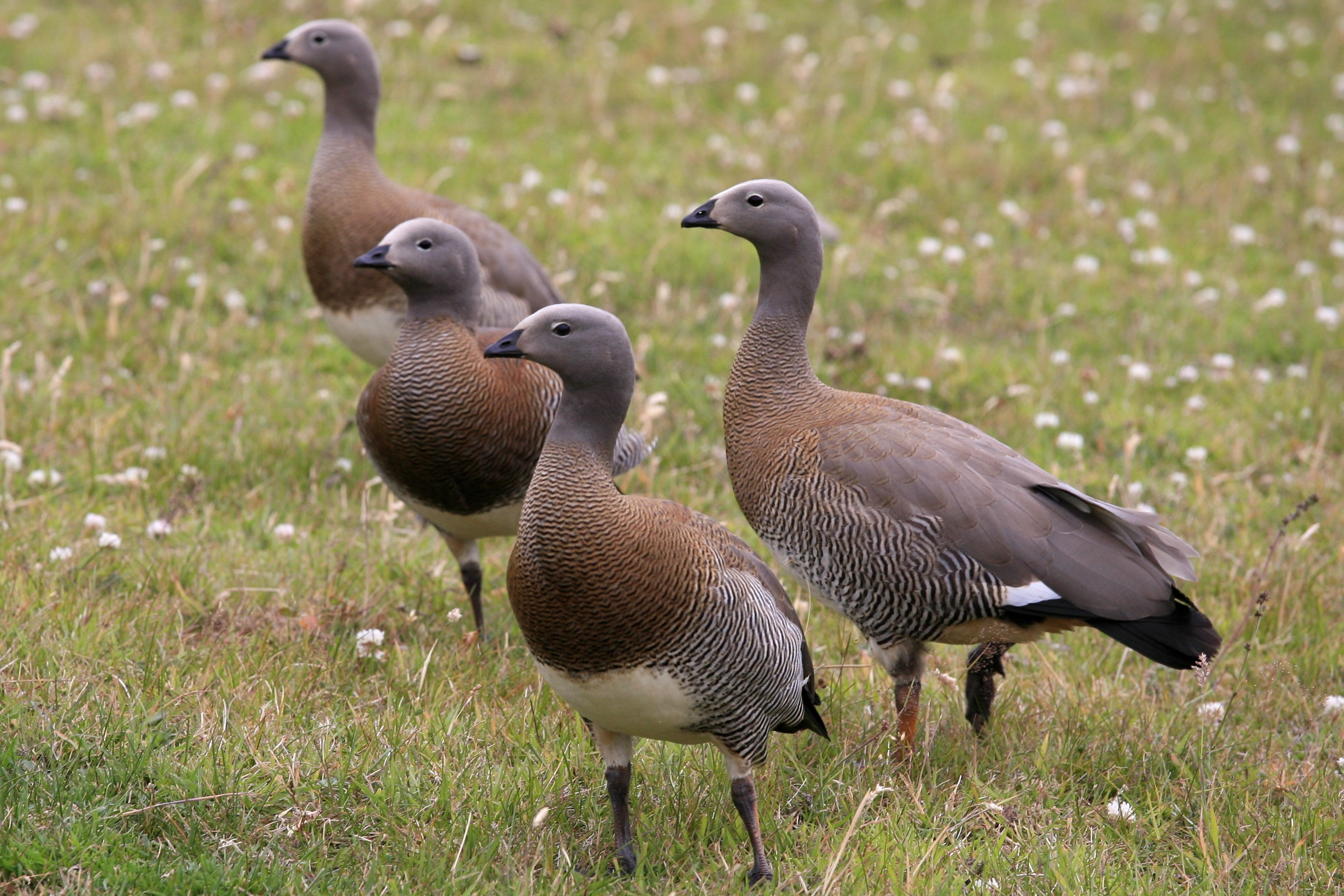
Chloephaga poliocephala
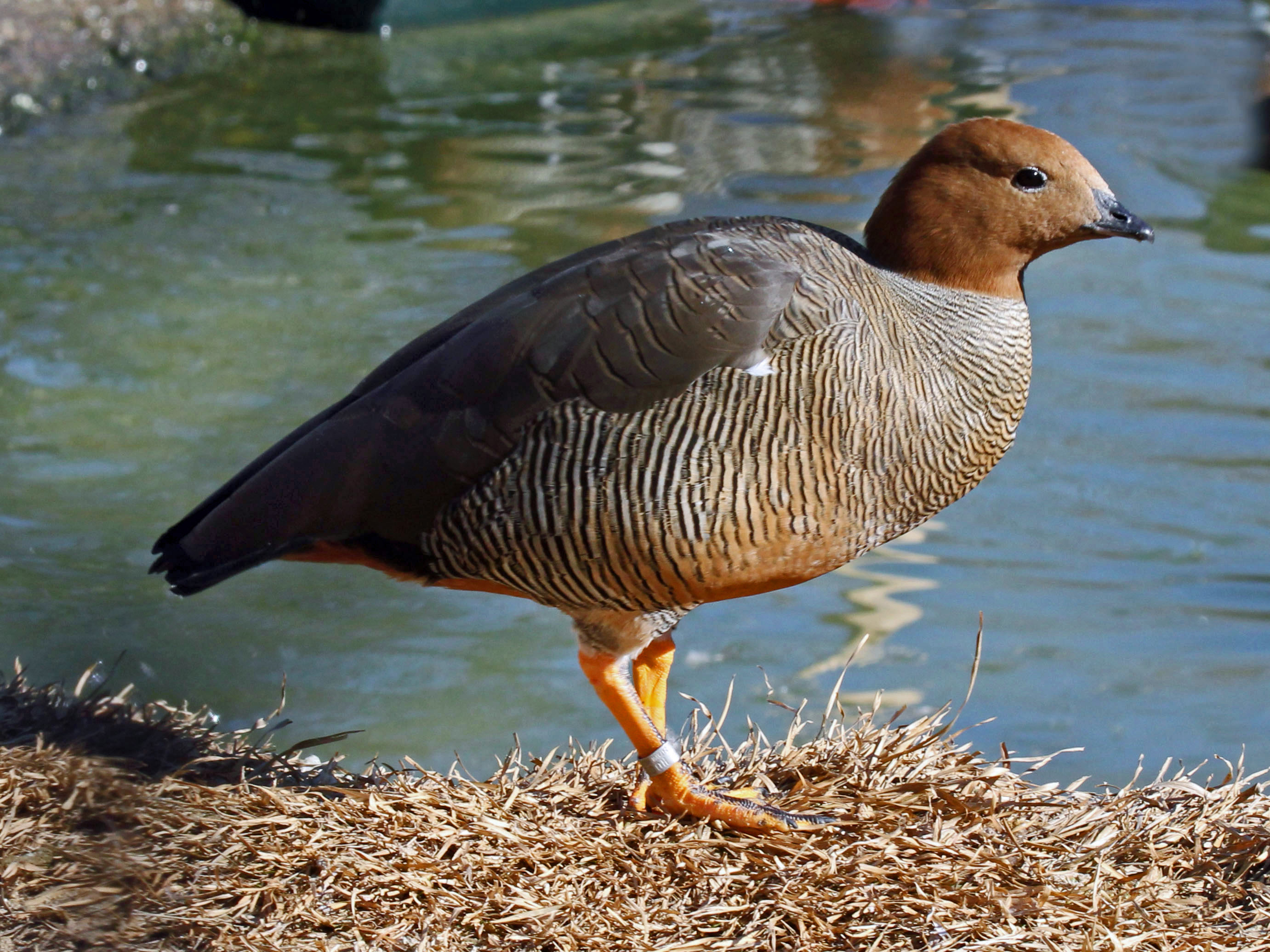
Chloephaga rubidiceps